# Theater im Palais
Das Theater im Palais ist ein musikalisches Salontheater in Berlin zwischen dem Deutschen Historischen Museum und der Humboldt-Universität. Das Haus mit 99 Sitzplätzen widmet sich in erster Linie den Themen, Geschichten und Persönlichkeiten der Hauptstadt. Zu sehen und zu hören sind (Musik-)Theaterproduktionen, Lesungen, musikalische und literarische Programme aus eigener Produktion sowie zahlreiche Gastspiele. Markenzeichen des Theaters sind die Reihen der BERLINER GESCHICHTEN und BERLINER PERSÖNLICHKEITEN. Zudem findet einmal jährlich im Juni die Festivalwoche HEIMAT_KUNST rund um ein bestimmtes Thema statt.

## Geschichte
Seit der Gründung 1991 ist das historische Palais am Festungsgraben in Berlin-Mitte Spielstätte des Theaters. Nach Siegfried Wein und Gabriele Streichhahn übernahm 2022 Alina Gause (Künstlername Alina Lieske) als Intendantin die Leitung des Hauses. Die Berlinerin ist dem Haus am Festungsgraben seit vielen Jahren verbunden und setzt seit Beginn ihrer Amtszeit neue Akzente, ohne die besonderen Merkmale des Hauses außer Acht zu lassen: Die Verbindung von Geschichten und Musik und die Verbundenheit mit Berlin und den Berlinern sowie Berlinerinnen. Neue Formate (wie etwa BERLINER PERSÖNLICHKEITEN oder HEIMAT_KUNST) und zahlreiche Kooperationen mit namhaften Künstlern und Künstlerinnen und Institutionen aus den Bereichen Kunst und Kultur tragen dazu bei, dass das Theater im Palais heute als wahrer „Kultort“, ein Ort der Begegnung und des Austausches, gilt.
Seit 1998 erhält das Theater im Palais die Konzeptförderung des Berliner Senats.

## Künstlerisches Profil
Das Theater im Palais versteht Berlin in einem umfassenden Sinn: Als Symbol deutscher Geschichte, als Symbol der Teilung und Wiedervereinigung Deutschlands und damit auch als Ort mit Bezug zur Flüchtlingsthematik. Als Metropole mit allen Themen der Postmoderne wie Individualisierung, Globalisierung, Gender- und Beziehungsthemen - aber auch Kriminalität. Und nicht zuletzt als Stadt der Kreativen! So ist das Theater im Palais ein Ort des Austausches für Kreative und ihre Themen. Genreübergreifende Formate sind ein fester Bestandteil des Programms. Ein weiterer Schwerpunkt liegt zudem auf der Förderung des Nachwuchses in den Darstellenden Künsten.

## Inszenierungen (Auswahl)
BERLINER GESCHICHTE:
- DIVA BERLIN - Die Hauptstadt in Songs und Geschichten
- EIN STÜCK ILLUSION Stolpersteine
- CHARLOTTENGRAD - Ein Stück Russland mitten in Berlin
- GEREIZTHEITEN - Gabriele Tergits Berliner Gerichtsreportagen
- GEORG KREISLER: UNHEILBAR GESUND
- OTTO REUTTER. UND SO KOMM'N WIR AUS DER FREUDE GAR NICHT RAUS

BERLINER PERSÖNLICHKEITEN:
- DIE DIETRICH - EINE SCHÖPFUNGSGESCHICHTE
- KURT TUCHOLSKY: GEGEN EINEN OZEAN PFEIFT MAN NICHT AN
- HILDEGARD KNEF: ICH GLAUB, 'NE DAME WERD' ICH NIE

Weitere Stücke aus unserem REPERTOIRE:
- 100 TAGE - Eine musikalische Komödie über den Ernst des Lebens
- PRINZESS ROSINE - Große Operette mit Luftballett nach Paul Lincke
- NOCH EIN MARTINI UND ICH LIEG' UNTERM GASTGEBER - Ein Abend nach Dorothy Parker
- FRANZ KAFKA: DIE VERWANDLUNG - Musikalische Lesung

JUNGE BÜHNE IM PALAIS, das Jugendensemble des Hauses, zeigt im Juni 2025 die erste Premiere!